# Sony Ericsson Open 2011
Die Sony Ericsson Open 2011 waren ein Tennisturnier der WTA Tour 2011 für Damen und ein Tennisturnier der ATP World Tour 2011 für Herren in Miami, welche zeitgleich vom 22. März bis 3. April 2011 in Miami, Florida stattfanden.

## Herrenturnier
→ Qualifikation: Sony Ericsson Open 2011/Herren/Qualifikation

## Damenturnier
→ Qualifikation: Sony Ericsson Open 2011/Damen/Qualifikation